# Nordiska rådets priser 2018

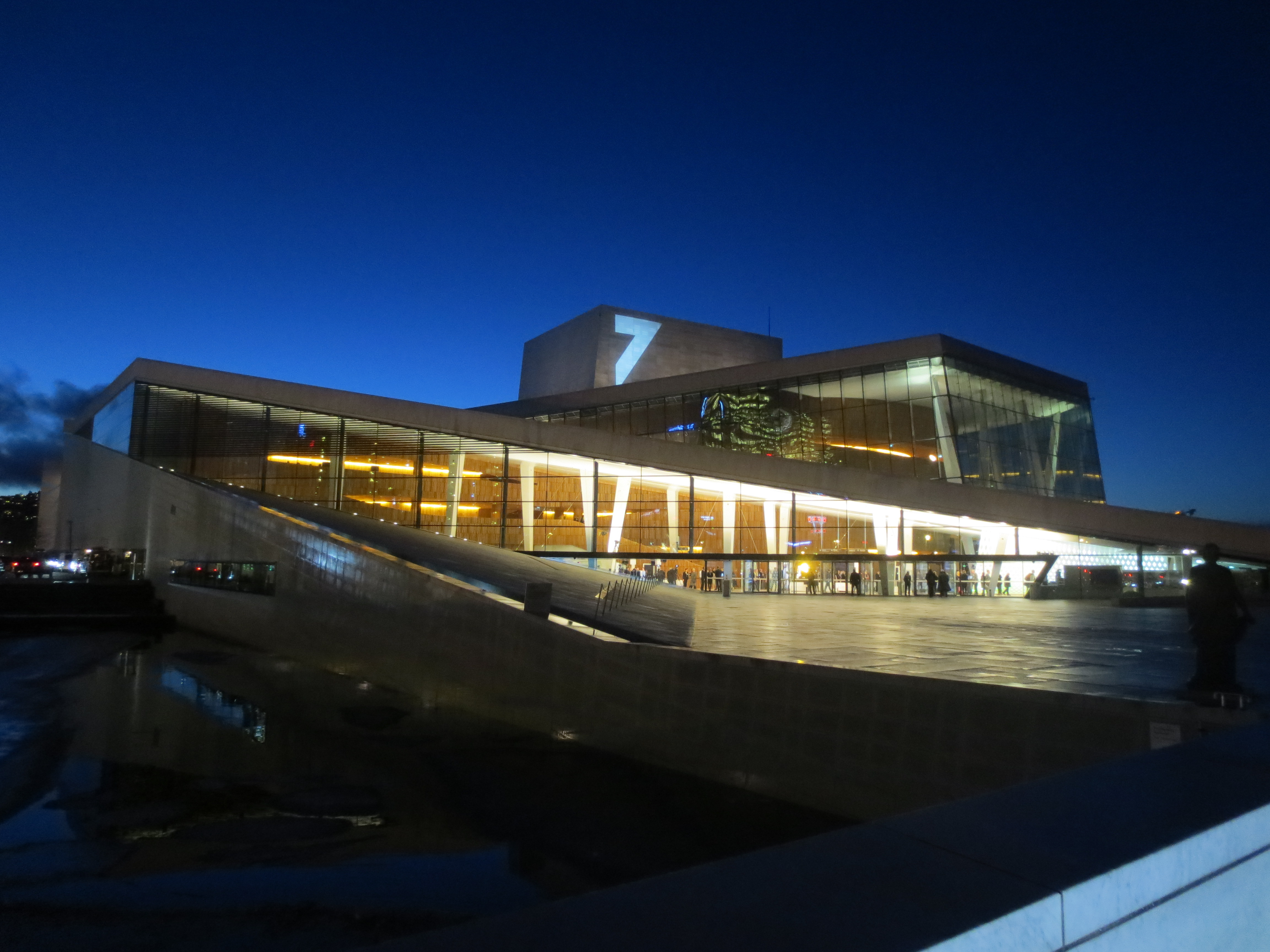
Operahuset i Oslo, platsen för prisutdelningen

Nordiska rådets priser 2018 delas ut i de fem kategorierna litteratur, barn- och ungdomslitteratur, film, musik och miljö. Pristagarna tillkännagavs den 30 oktober 2018 under en prisceremoni i operahuset i Oslo.

## Nominerade

### Barn- och ungdomslitteratur
Nordiska rådets pris för barn- och ungdomslitteratur 2018 gick till Bárður Oskarsson för Træið, nominerad av Färöarna. Följande nominerades till priset:
| Författare                                           | Illustratör                     | Svensk titel                      | Ursprungstitel                          | Land                     |
| ---------------------------------------------------- | ------------------------------- | --------------------------------- | --------------------------------------- | ------------------------ |
| Bárður Oskarsson                                     |                                 |                                   | Træið                                   | Färöarna                 |
| Sara Lundberg                                        | ¡                               | Fågeln i mig flyger vart den vill | Fågeln i mig flyger vart den vill       | Sverige                  |
| Sara Bergmark Elfgren                                | ¡                               | Norra Latin                       | Norra Latin                             | Sverige                  |
| Jesper Wung-Sung                                     | Rasmus Meisler                  | ¡                                 | Lynkineser                              | Danmark                  |
| Mette Vedsø                                          | ¡                               | ¡                                 | Hest Horse Pferd Cheval Love            | Danmark                  |
| Anne-Grethe Leine Bientie                            | Meerke Laimi Thomasson Vekterli | ¡                                 | Joekoen sjïehteles ryöjnesjæjja         | Det samiska språkområdet |
| Magdalena Hai                                        | Teemu Juhani                    | ¡                                 | Kurnivamahainen kissa                   | Finland                  |
| Karin Erlandsson                                     | ¡                               | Pärlfiskaren                      | Pärlfiskaren                            | Finland                  |
| Karin Erlandsson                                     | ¡                               | Pärlfiskaren                      | Pärlfiskaren                            | Åland                    |
| Kristín Helga Gunnarsdóttir                          | ¡                               | ¡                                 | Vertu ósýnilegur – Flóttasaga Ishmaels  | Island                   |
| Áslaug Jónsdóttir, Kalle Güettler och Rakel Helmsdal | ¡                               | ¡                                 | Skrímsli í vanda                        | Island                   |
| Hans Petter Laberg                                   | ¡                               | ¡                                 | Ingenting blir som før                  | Norge                    |
| Torun Lian                                           | ¡                               | ¡                                 | Alice og alt du ikke vet og godt er det | Norge                    |

### Musik
Nordiska rådets musikpris 2018 gick till Nils Henrik Asheim för Muohta, nominerad av Norge. Följande nominerades till priset:
| Verk                                   | Upphovsman              | Land     |
| -------------------------------------- | ----------------------- | -------- |
| Muohta                                 | Nils Henrik Asheim      | Norge    |
| Resonance                              | Jacob Anderskov         | Danmark  |
| Weihnachtsoratorium                    | Thomas Agerfeldt Olesen | Danmark  |
| Amen                                   | Mikko Joensuu           | Finland  |
| Saivo                                  | Outi Tarkiainen         | Finland  |
| Támsins likam                          | Hamferð                 | Färöarna |
| Inri                                   | Georg Olsen             | Grönland |
| Brothers                               | Daníel Bjarnason        | Island   |
| Hamlet in absentia                     | Hugi Guðmundsson        | Island   |
| Ballerina                              | Synne Skouen            | Norge    |
| Nordic big band inferno                | Magnus Lindgren         | Sverige  |
| Jean-Joseph                            | Tebogo Monnakgotla      | Sverige  |
| Sju sånger till text av Pär Lagerkvist | Lars Karlsson           | Åland    |